# Hamirostra
Hamirostra is een monotypisch geslacht van vogels uit de familie van de havikachtigen (Accipitridae). De wetenschappelijke naam van het geslacht is voor het eerst geldig gepubliceerd in 1845 door Thomas Brown. De volgende soort is bij het geslacht ingedeeld:
- Hamirostra melanosternon – Buizerdwouw